# George Waldegrave (4e comte Waldegrave)
George Waldegrave, 4e comte Waldegrave, vicomte de Chewton, (23 novembre 1751 – 22 octobre 1789) est un homme politique britannique qui siège à la Chambre des communes de 1774 à 1780.

## Biographie
Fils aîné de John Waldegrave, il fait ses études au Collège d'Eton et entre aux Scots Guards en 1768. Il achète un grade de lieutenant en 1773. En 1778, il est transféré au Coldstream Guards en tant que capitaine-lieutenant et est bientôt lieutenant-colonel. En 1779, il est nommé colonel du nouveau 87e régiment d'infanterie (jusqu'en 1783). En 1788, il est brièvement colonel du 63e régiment d'infanterie, et en 1789 devient colonel du 14e régiment d'infanterie, un poste qu'il occupe également brièvement avant sa mort plus tard dans l'année.
Il hérite des titres de son père en 1784. 
Le 5 mai 1782, il épouse sa cousine, Élisabeth Waldegrave et ils ont cinq enfants.
- Maria Wilhelmina Waldegrave (1783 – 20 février 1805), mariée à Nathaniel Micklethwaite. Elle a une fille, Charlotte.
- George Waldegrave (13 juillet 1784 – 29 juin 1794), est décédé à l'âge de neuf ans.
- John Waldegrave (31 juillet 1785 – 28 septembre 1846), marié à Anne King.
- William Waldegrave (29 août 1787 – 22 janvier 1809), s'est noyé en mer
- William Waldegrave (27 octobre 1788 – 24 octobre 1859), marié d'abord à Elizabeth Whitbread, puis à Sarah Whitear.